# Lourdes Daniel
Lourdes (Lourdunada) Daniel (ur. 19 lutego 1947 w Dehu Road) – indyjski duchowny rzymskokatolicki, w latach 2010-2023 biskup Naszik.

## Życiorys
Święcenia kapłańskie otrzymał 19 kwietnia 1980 i został inkardynowany do diecezji Puna. Przez wiele lat pracował jako duszpasterz parafialny, był także rektorem niższego seminarium oraz ojcem duchownym papieskiego seminarium w Punie. W 2001 mianowany wikariuszem generalnym diecezji.
8 czerwca 2007 został mianowany biskupem Amravati. Sakry biskupiej udzielił mu 2 sierpnia 2007 abp Abraham Viruthakulangara.
11 listopada 2010 otrzymał nominację na biskupa Naszik.
30 grudnia 2023 przeszedł na emeryturę. 